# Šimon Pikous

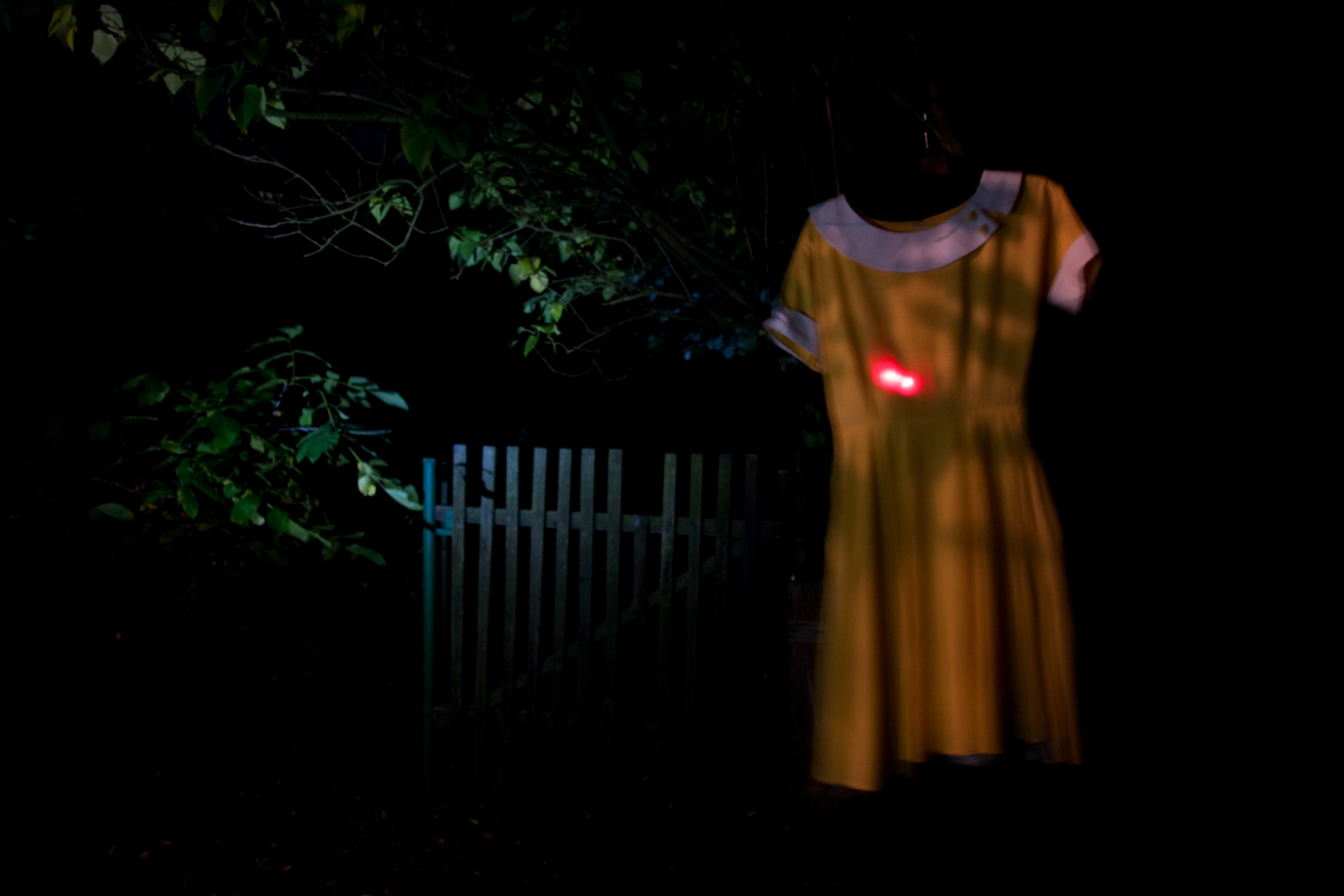
Šimon Pikous: Fotografie z cyklu Slimáci nejsou, čím se zdají být

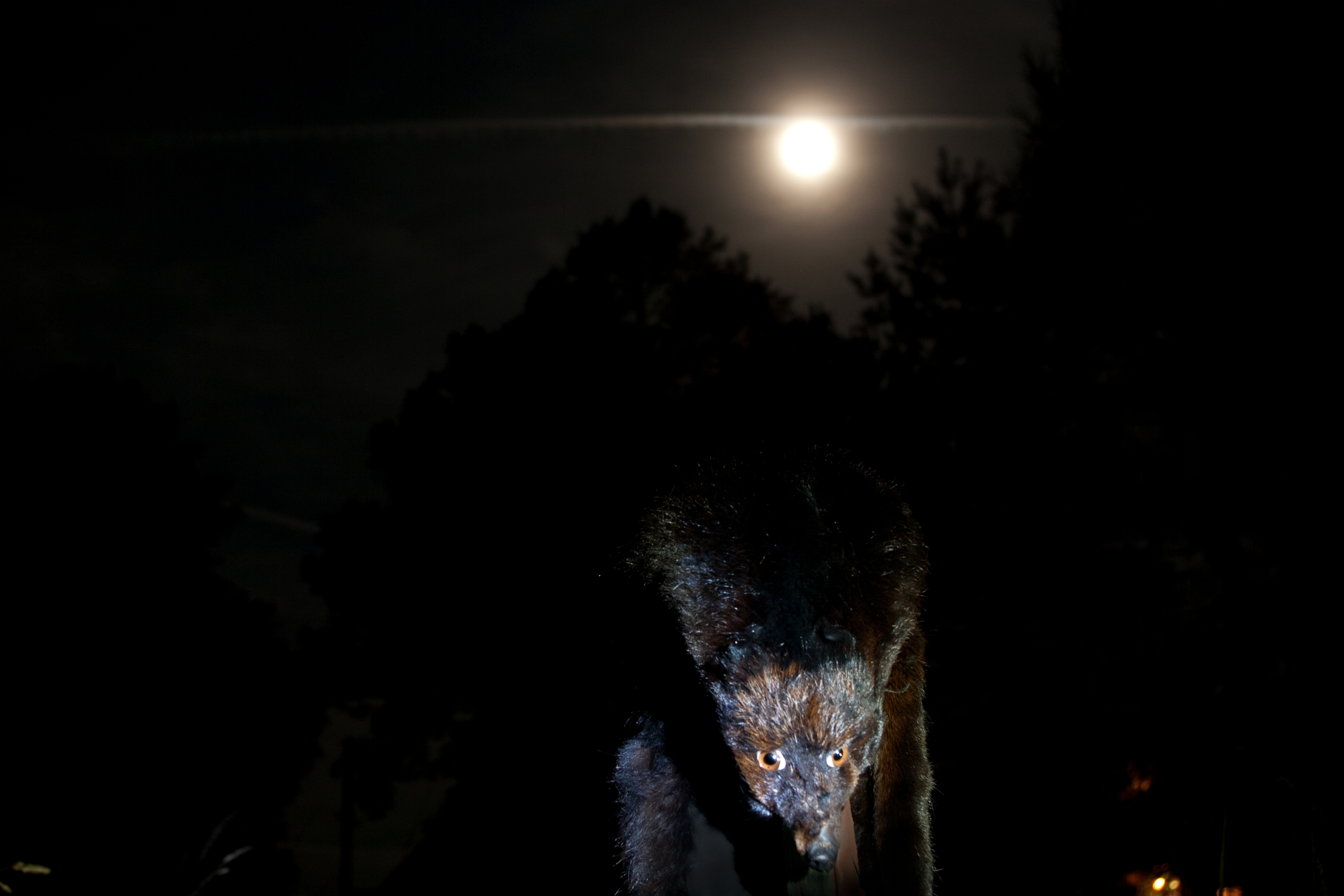
Šimon Pikous: Fotografie z cyklu Slimáci nejsou, čím se zdají být

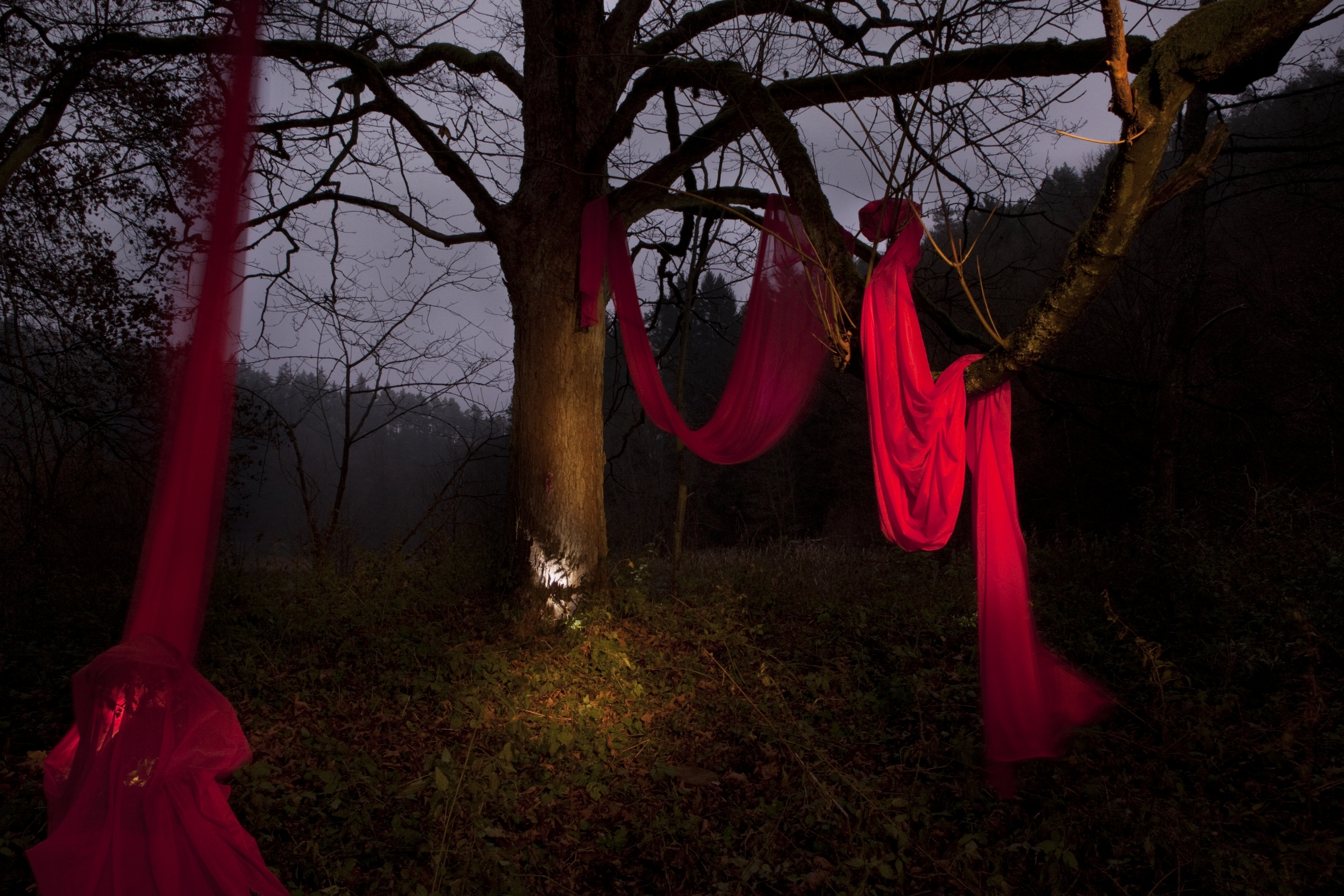
Šimon Pikous: Fotografie z cyklu Die Walküre

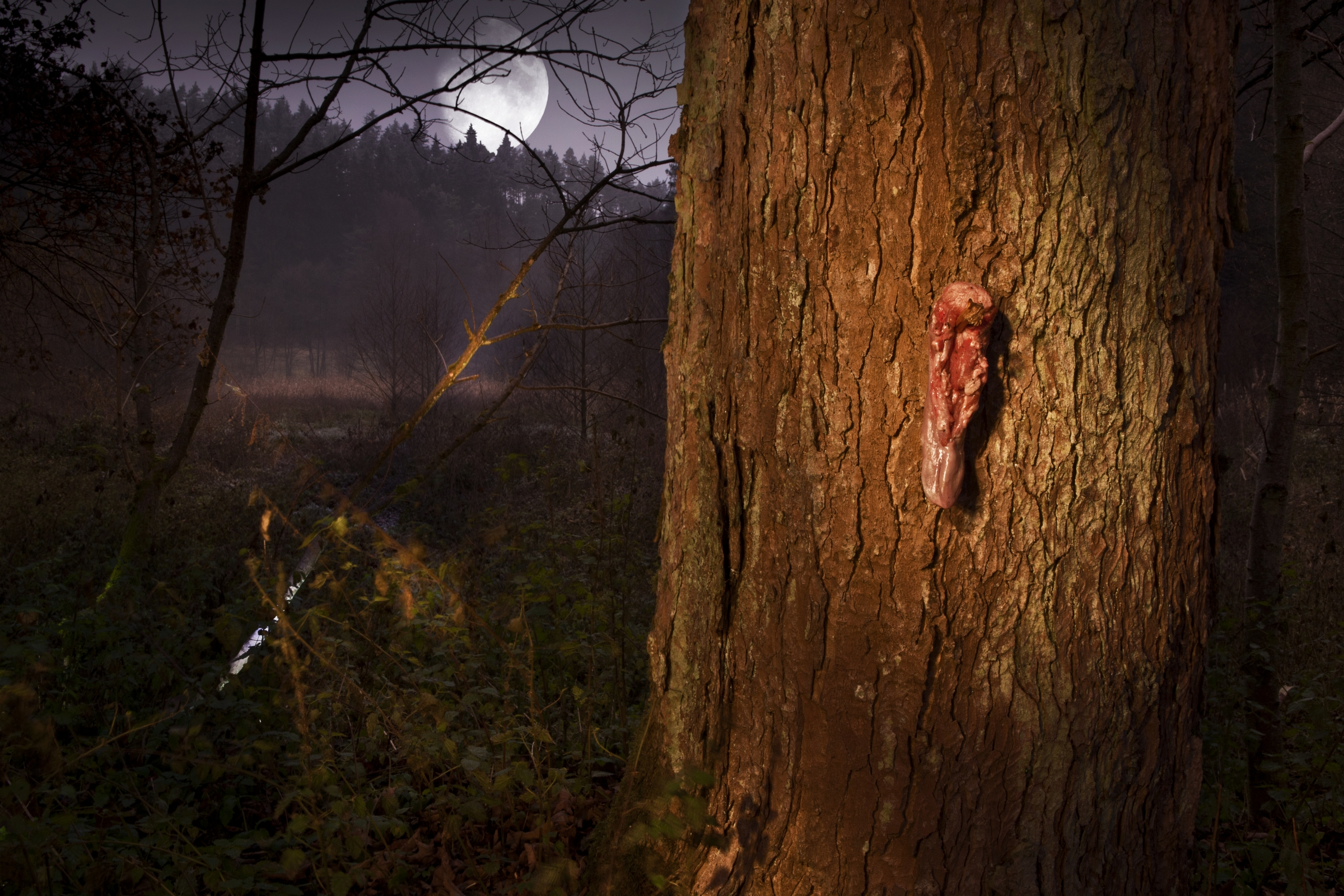
Šimon Pikous: Fotografie z cyklu Die Walküre

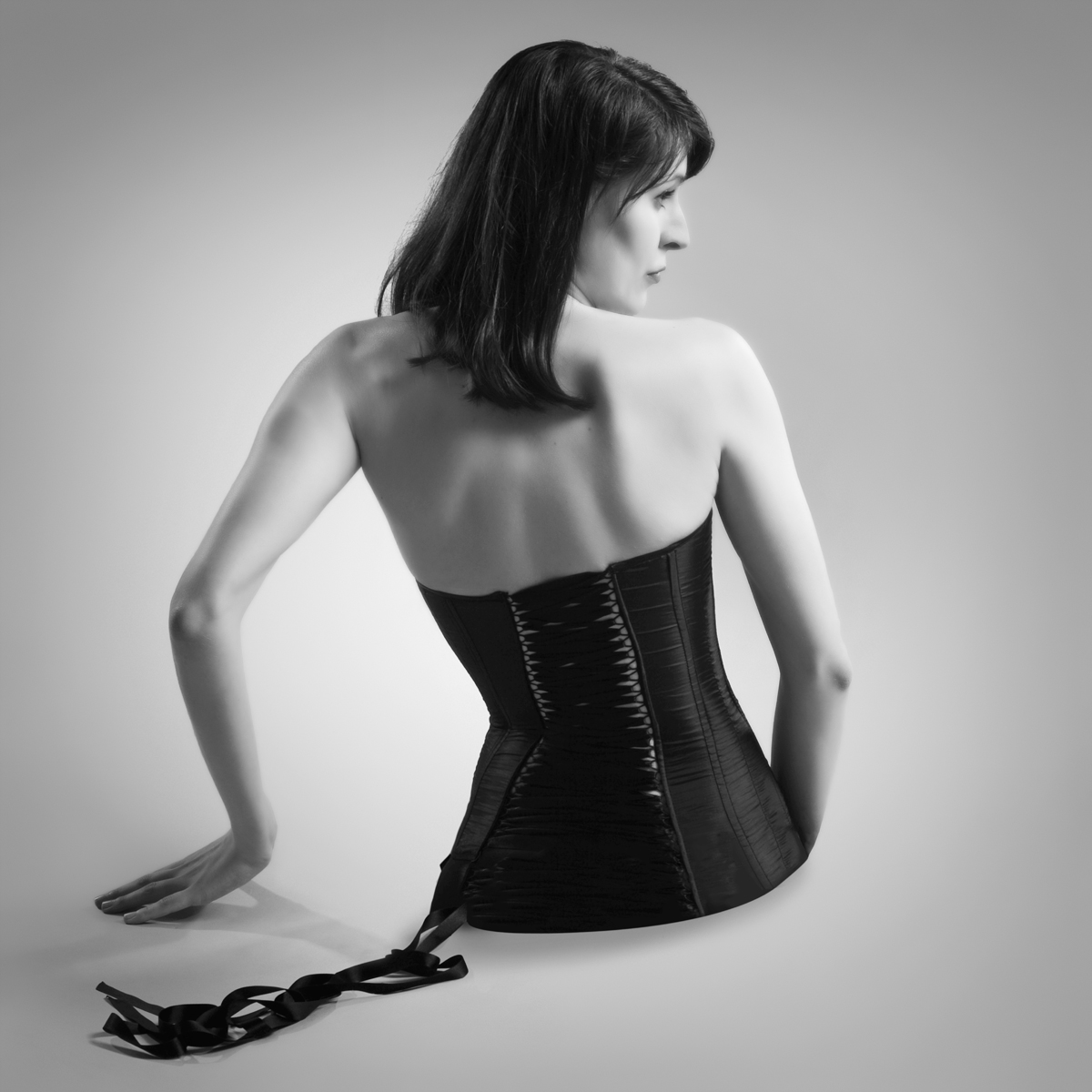
Šimon Pikous: Pocta Horstu P. Horstovi, 2011, model (šaty) Pavla Michalíková

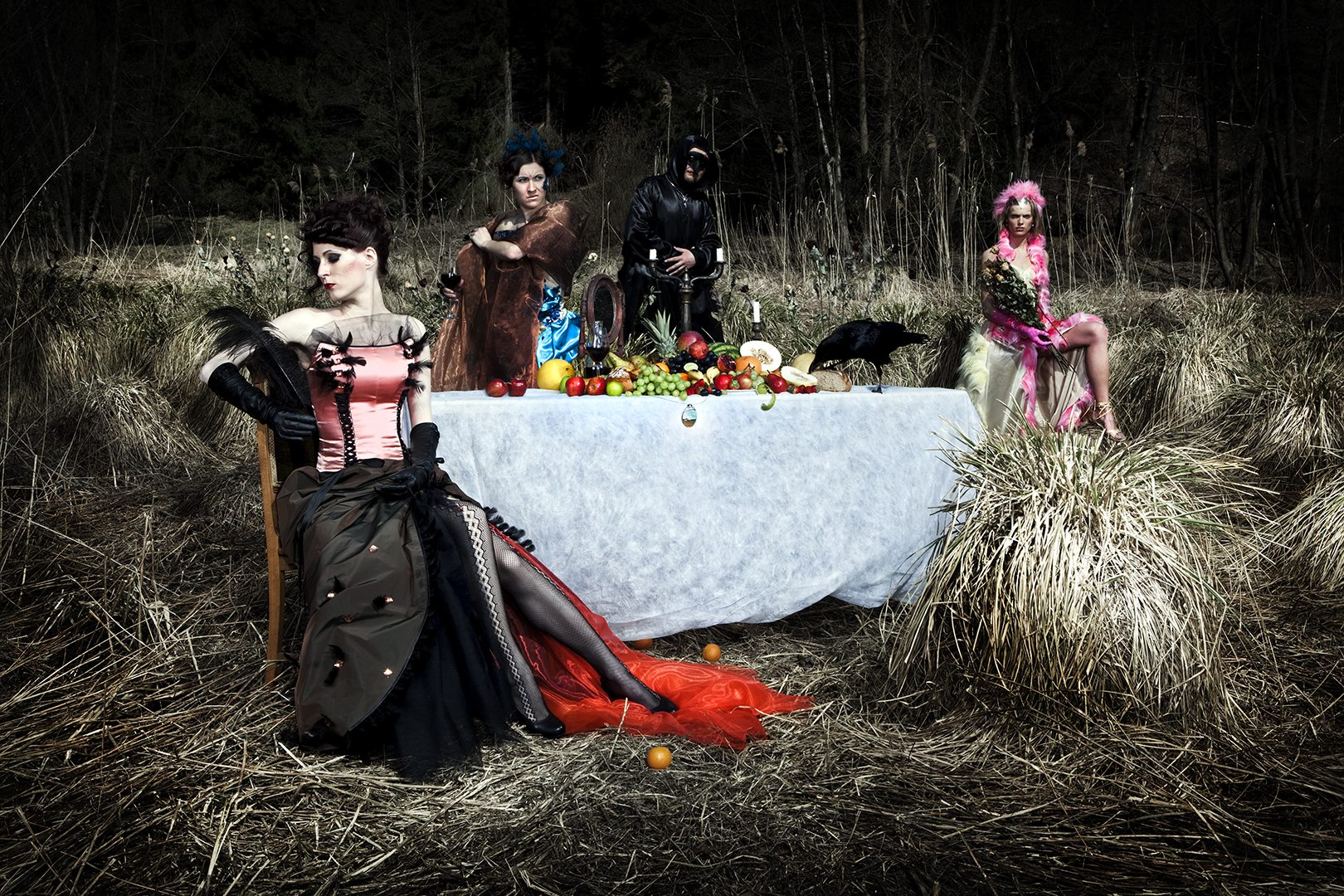
Šimon Pikous: Panna a Netvor, spolupráce s módní návrhářkou Pavlou Michalíkovou, 2011

Šimon Pikous (* 27. března 1970 v Liberci) je český fotograf.

## Život a dílo
Je vyučeným fotografem, později se živil jako prodavač knih, pracovní terapeut duševně nemocných v organizaci Fokus MYklub a tajemník Jizersko-ještědského horského spolku. Momentálně je profesionálním fotografem. Studuje Institut tvůrčí fotografie v Opavě.
Na počátku jeho fotografické tvorby je patrný vzor otce Jana, fotografa proslulého především montážemi a zátišími. V současnosti se však jeho projev přiklání k jiným tématům a formám: zatímco jeho ranější projekty Křížová cesta a Verše psané světlem vycházejí ze snahy uchopit prostřednictvím fotoaparátu duchovní otázky, novější instalace Vyvolení a Vypadáš skvěle s hravostí i cynismem spíše reflektují paradoxy současného života. Tak i například parodoval Mistrovství světa v klasickém lyžování v Liberci 2009 cykly TRIUMPH DES WILLENS (Triumf vůle) a FEST DER SCHÖNHEIT (Festival krásy) nebo se prochází na hranici mezi životem a snem v lynchovském SLIMÁCI NEJSOU, ČÍM SE ZDAJÍ BÝT. V jeho zatím posledním fotografickém cyklu Die Walküre můžeme nacházet nové prvky vycházející z období romantismu.
Paradoxně k tomuto trendu však stále silně tíhne k běžné fotografii jako subjektivního dokumentu — fotografuje v prostředí handicapovaných a sociálně vyloučených. Zajímavostí jeho tvorby je z tohoto pohledu i výzdoba vězeňské kaple ve Stráži pod Ralskem.
Samostatné fotografické výstavy měl například v Galerii M v Milevsku, v Experimentálním studiu v Liberci či liberecké Malé výstavní síni, pražském PENklubu, Ambrožově galerii v Hradci Králové, Poslanecké sněmovně Parlamentu České republiky a Českém centru München. Společně s fotografickou skupinou 7,65 vystavoval i v Albin Polasek Museum a Progress Energy Art Gallery v USA. Účastnil se na dalších kolektivních výstavách mimo jiné v Brně, Bratislavě, Olomouci a dalších městech.
Pikousovy fotografie ilustrují také knihy a publikace, například sbírku básní Václava Hraběte Blues; společně s Ivanem Acherem vydal básnickou sbírku Křížová cesta.
K jeho zálibám patří toulky krajinou a horolezectví. Právě to vyústilo ve společné projekty s bratrem Janem — výstavy Poezie jizerské žuly a Jizerské hory včera a dnes, které následovaly stejnojmenné publikace. Šimon Pikous má dva syny, žije v Liberci.

## Výstavy

### Samostatné výstavy (výběr)
- 1994 – Subjektivní fotografie, Experimentální studio, Liberec
- 1996 – Křížová cesta, Malá výstavní síň, Liberec
  - Křížová cesta, Galerie M, Milevsko
- 2002 – Subjektivní fotografie, Dům kultury, Liberec
- 2003 – Subjektivní fotografie, P.E.N.klub, Praha
- 2004 – Osmany Laffita, Dům kultury, Liberec
- 2005 – Dům, ve kterém bydlí slunce, galerie Fryčova knihkupectví, Liberec
- 2006 – Reichenberg, Verše psané světlem, München, Německo (spolu s Gerhardem Achem)
- 2007 – Vypadáš skvěle, Ambrožova galerie, Hradec Králové
  - Dům, ve kterém bydlí slunce, Poslanecká sněmovna Parlamentu ČR, Praha
- 2009 – Triumph of the will, Liberecká synagoga, Liberec
- 2010 – Spojení, Centrum duchovní obnovy, Hejnice (spolu s Gerhardem Achem)

### Výstavy s bratrem Janem (výběr)
- 1999 – Poezie jizerské žuly, Městské muzeum Frýdlant
  - Poezie jizerské žuly, Městské muzeum Semily
- 2000 – Poezie jizerské žuly, Severočeské muzeum Liberec
  - Jizerské hory včera a dnes, Městské muzeum Frýdlant
- 2001 – Jizerské hory včera a dnes, Muzeum skla a bižuterie, Jablonec nad Nisou

### Výstavy kolektivní (výběr)
- 1994, 1995 – Fotografický salón Liberec, Malá výstavní síň, Liberec
- 2004 – Bez hranic/Ohne Grenzen, Zittau, jako lektor odborného semináře
  - Bez hranic/Ohne Grenzen, Bibliothek Bogatynia, Polsko
  - Bez hranic/Ohne Grenzen, Kavárna Malé výstavní síně, Liberec
- 2005 – Bez hranic/Ohne Grenzen, Bautzen, Německo
  - 7,65 Malá výstavní síň, Liberec, cyklus Vyvolení
- 2006 – 7,65 Malá výstavní síň, Liberec
- 2007 – 7,65 Progress Energy Art Gallery, Florida, USA
  - Albin Polasek Museum & Sculpture Gardens, Florida, USA
- 2008 – Úhel pohledu, Krajská vědecká knihovna, Liberec
- 2009 - Úhel pohledu, Progress Energy Art Gallery, Florida, USA
- 2010 – XX let ITF, Galerie divadla Rondo, Brno
  - XX let ITF, Open Galery Bratislava
  - Prizma, Galerie U Rytíře, Liberec (spolu s bratry a otcem)
- 2011 - XX let ITF, Galerie U Rytíře, Liberec
- 2012 - Civilizované iluze, Muzeum moderního umění, Olomouc

## Publikace
- 1995 – Václav Hrabě, Blues (Labyrint)
- 1996 – Křížová cesta
- 2000 – Jizerskohorské bučiny
- 2001 – Jizerské hory včera a dnes
- 2002 – Poezie jizerské žuly
- 2003 – Město Liberec
  - Daleké obzory
- 2004 – Jizerské hory včera a dnes, 2. kniha
- 2005 – Dům, ve kterém bydlí slunce
- 2007 – Liberec
- 2008 - Úhel pohledu

## Sbírky
Zastoupen ve sbírkách:
- Severočeské muzeum Liberec / cyklus TRIUMPH DES WILLENS
- Muzeum umění Olomouc / cyklus SLIMÁCI NEJSOU, ČÍM SE ZDAJÍ BÝT

## Galerie

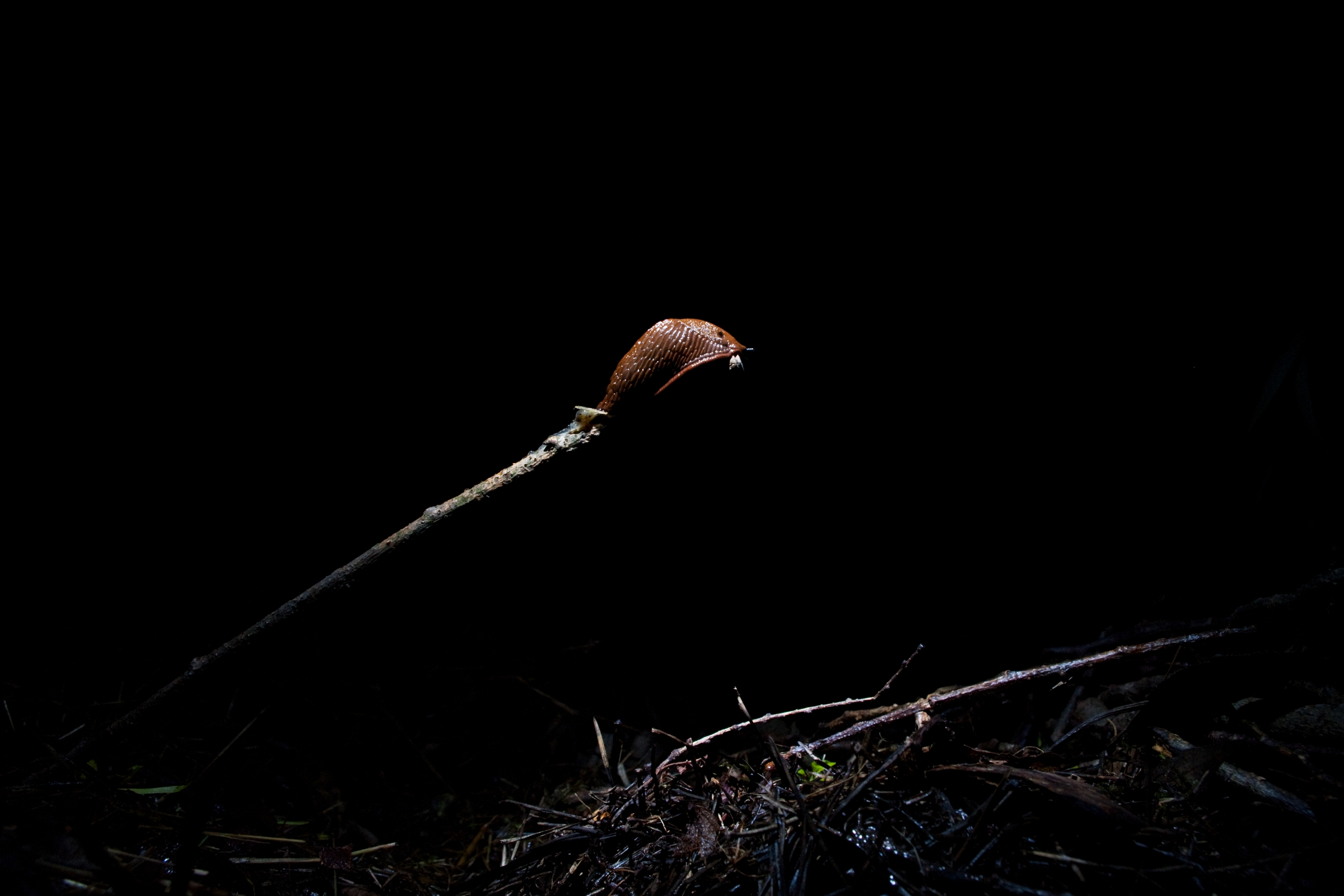
Šimon Pikous: Fotografie z cyklu Slimáci nejsou, čím se zdají být
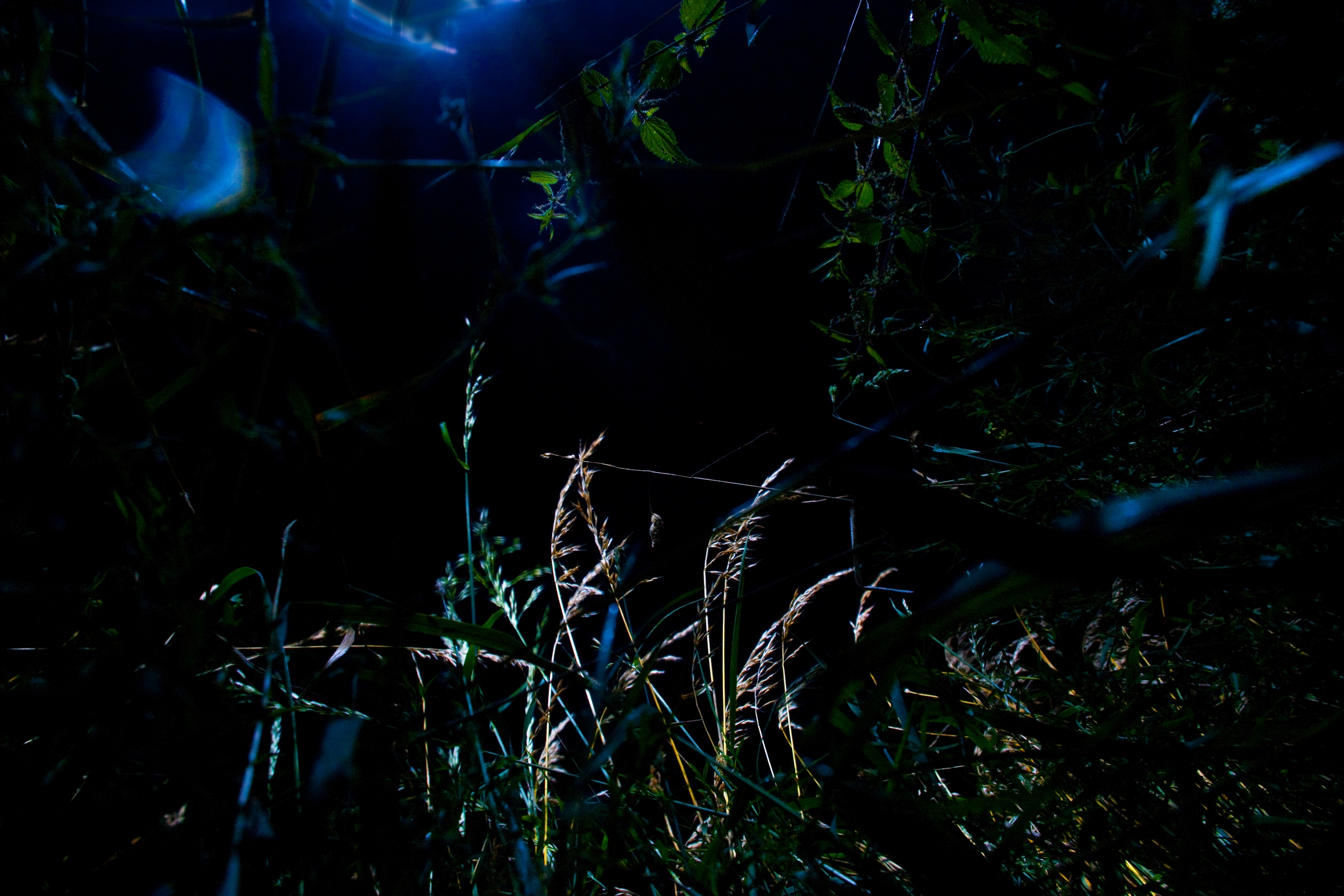
Šimon Pikous: Fotografie z cyklu Slimáci nejsou, čím se zdají být
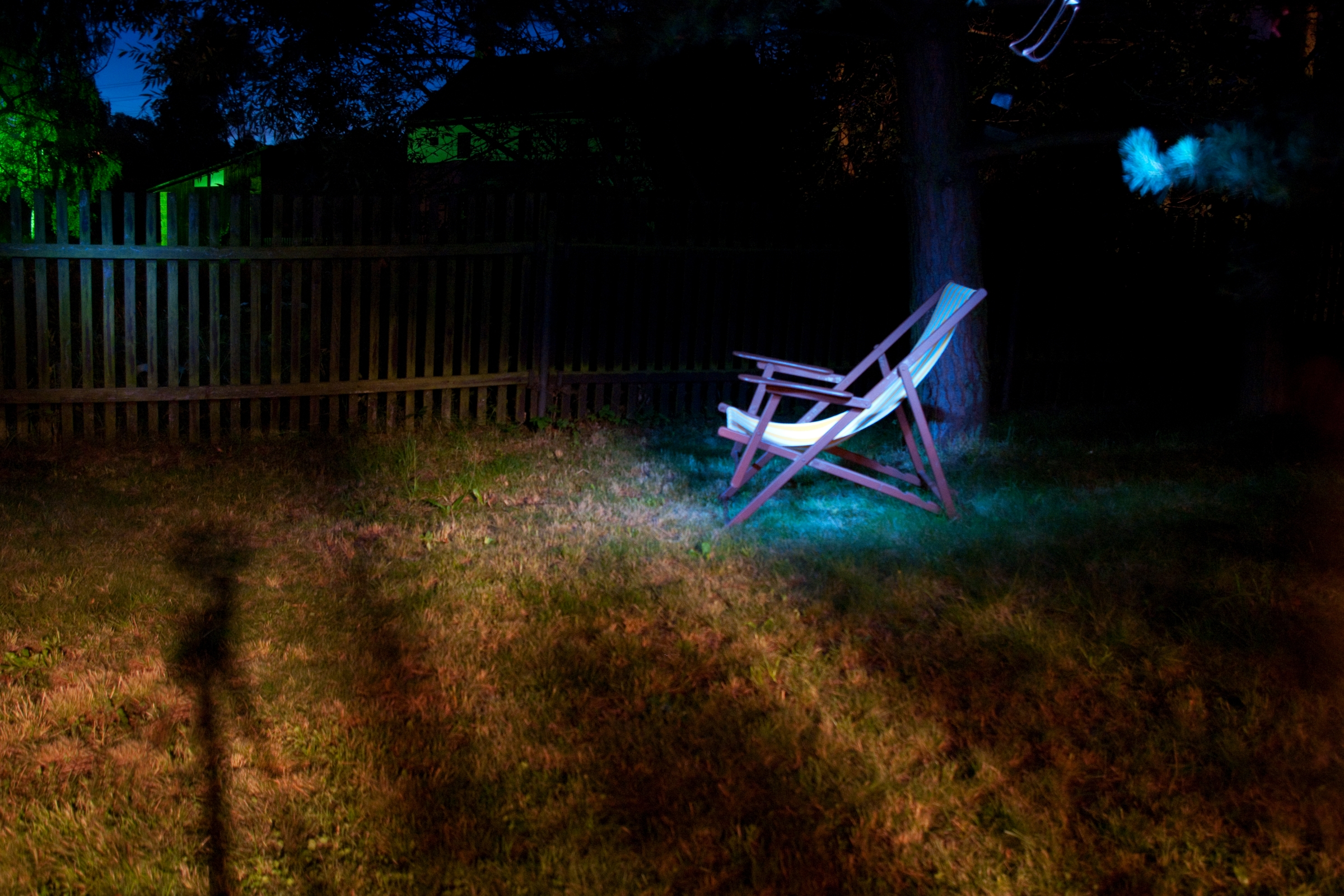
Šimon Pikous: Fotografie z cyklu Slimáci nejsou, čím se zdají být
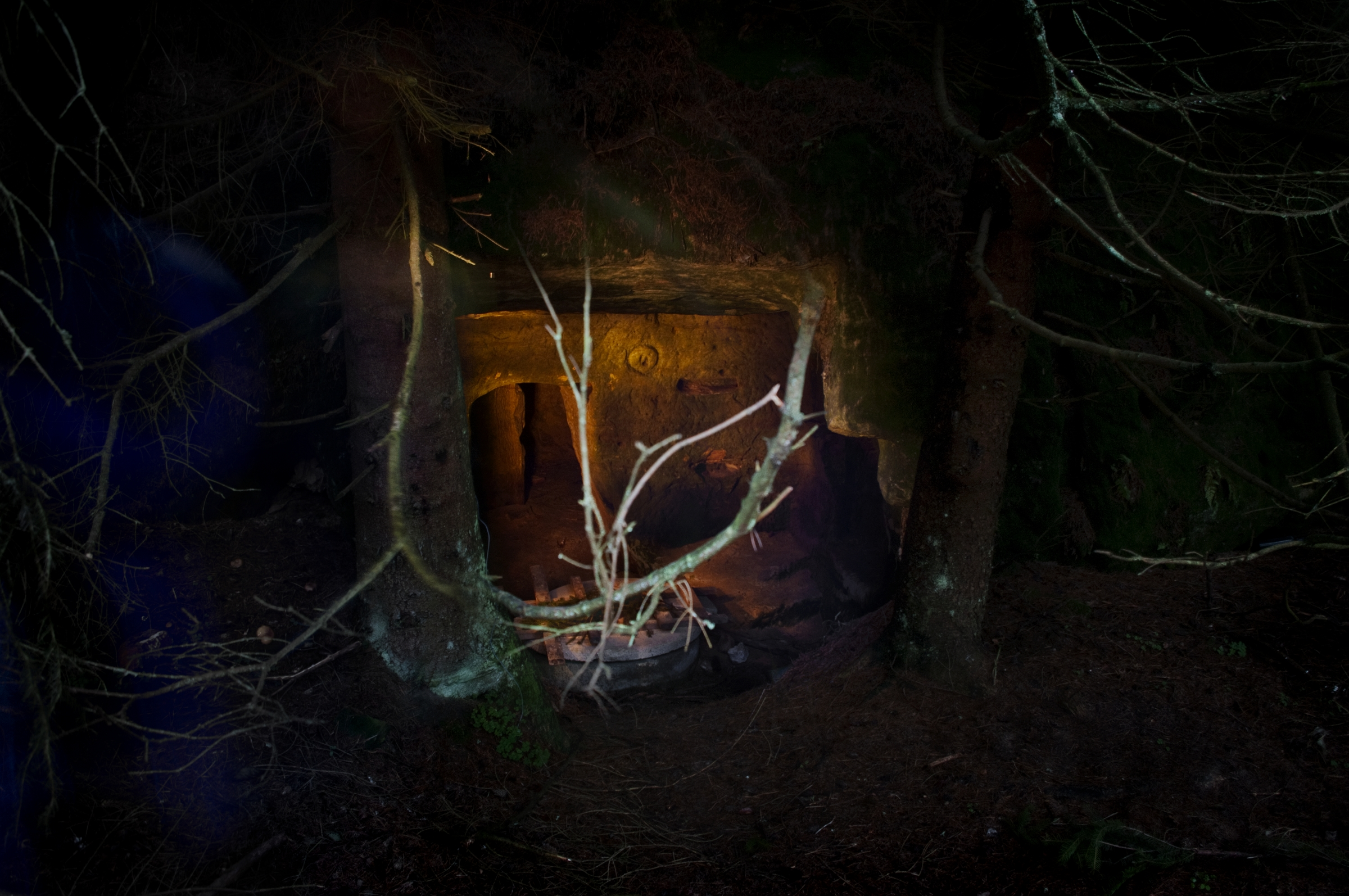
Šimon Pikous: Fotografie z cyklu Die Walküre
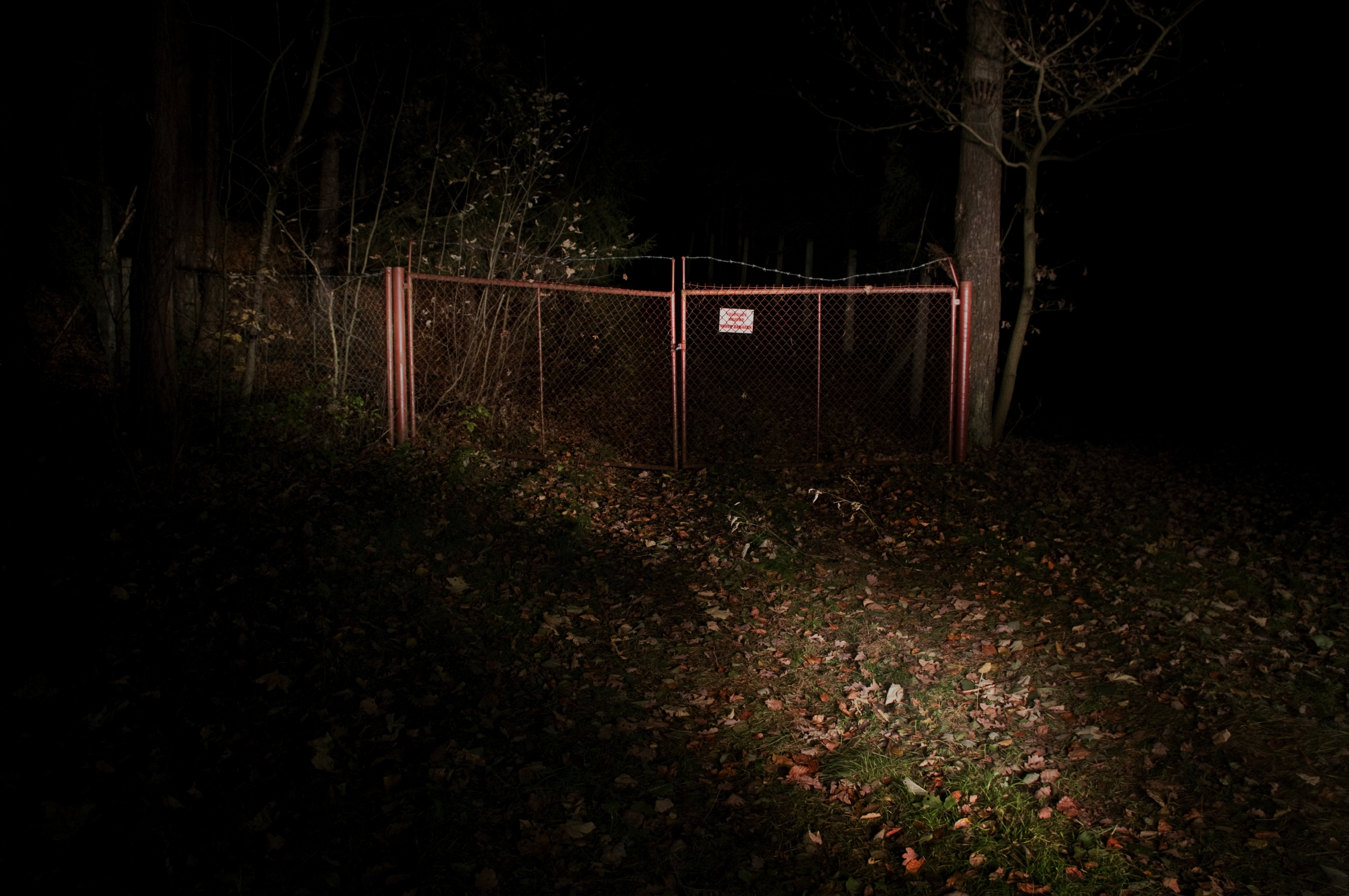
Šimon Pikous: Fotografie z cyklu Die Walküre
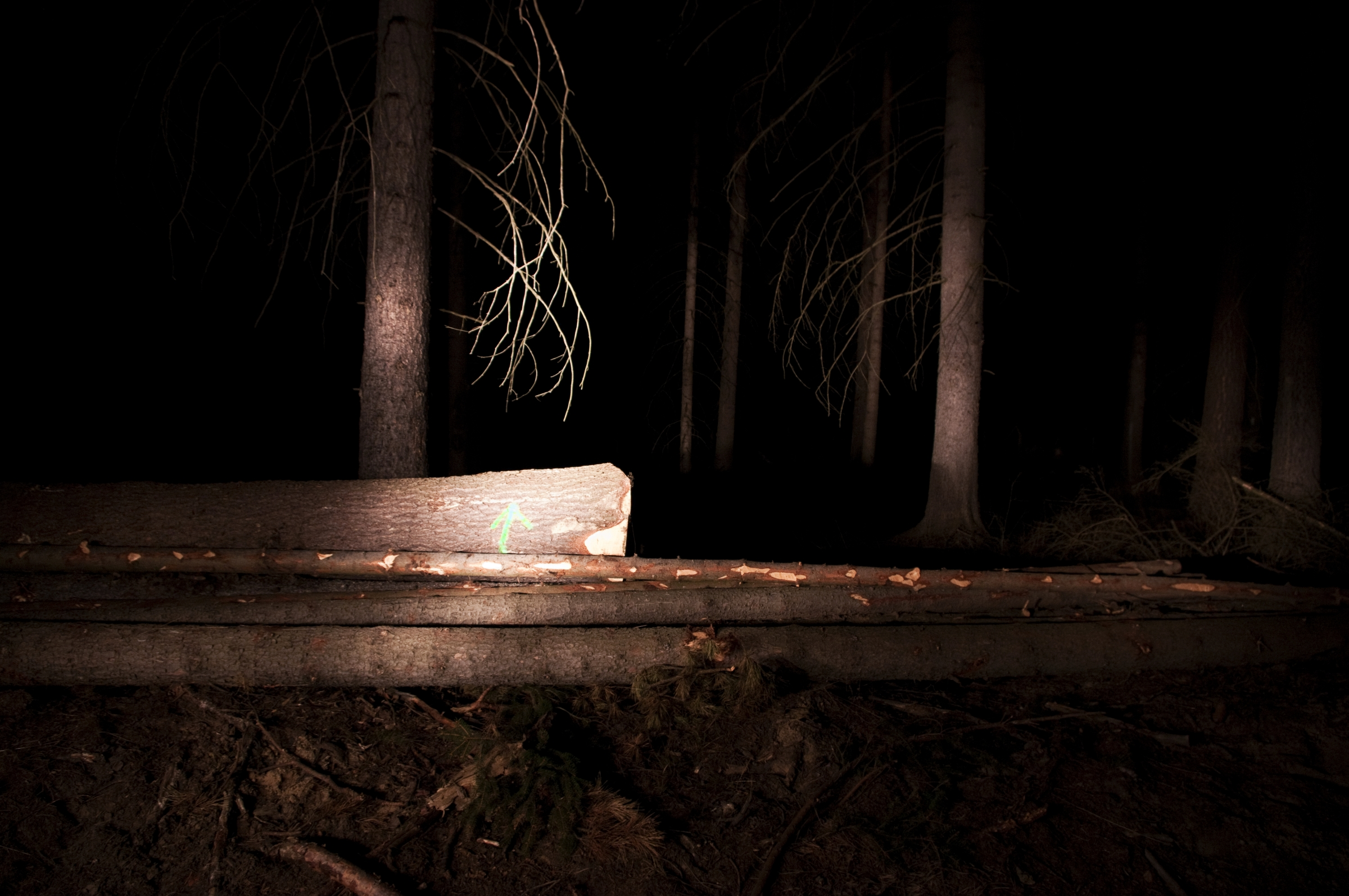
Šimon Pikous: Fotografie z cyklu Die Walküre
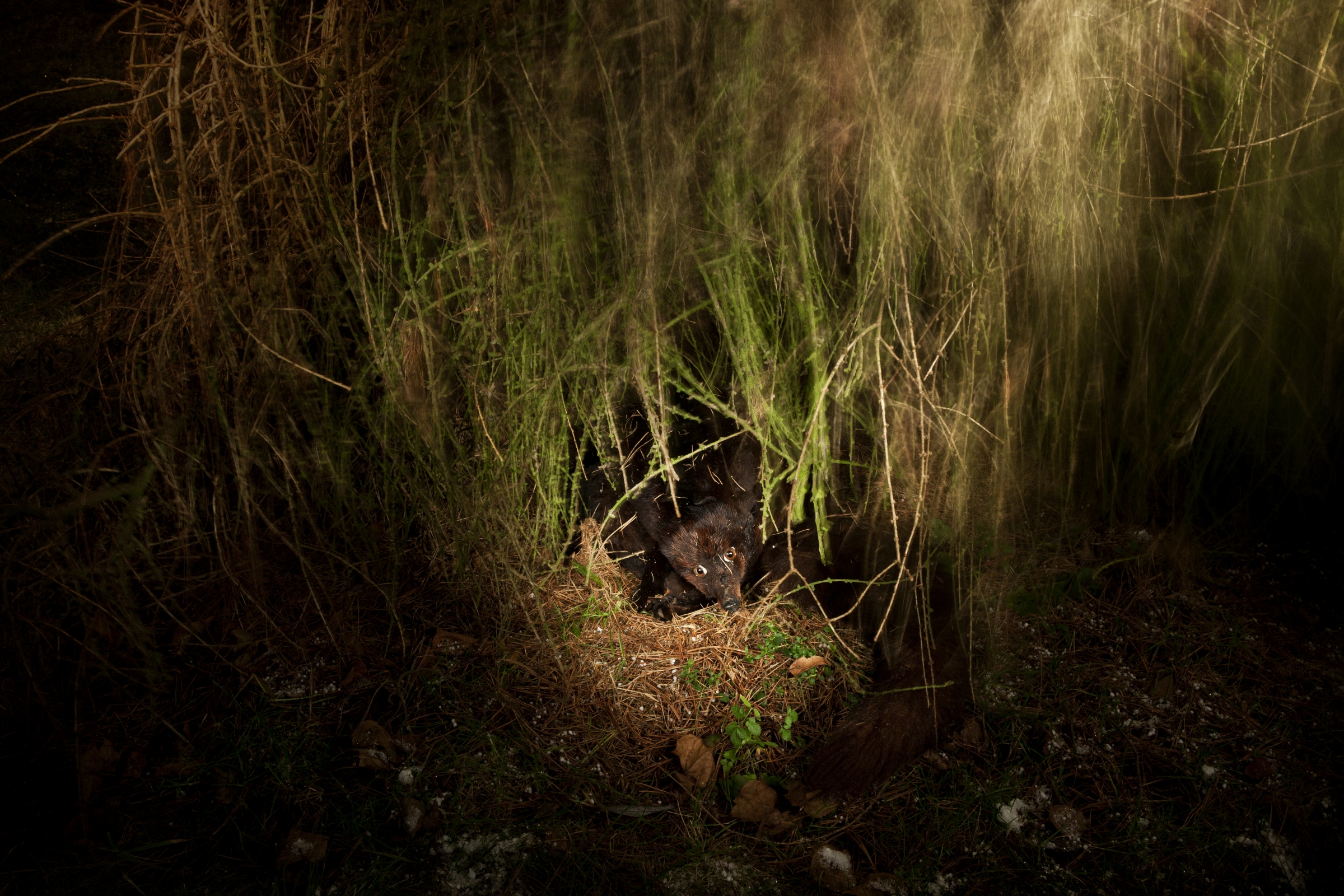
Šimon Pikous: Fotografie z cyklu Die Walküre
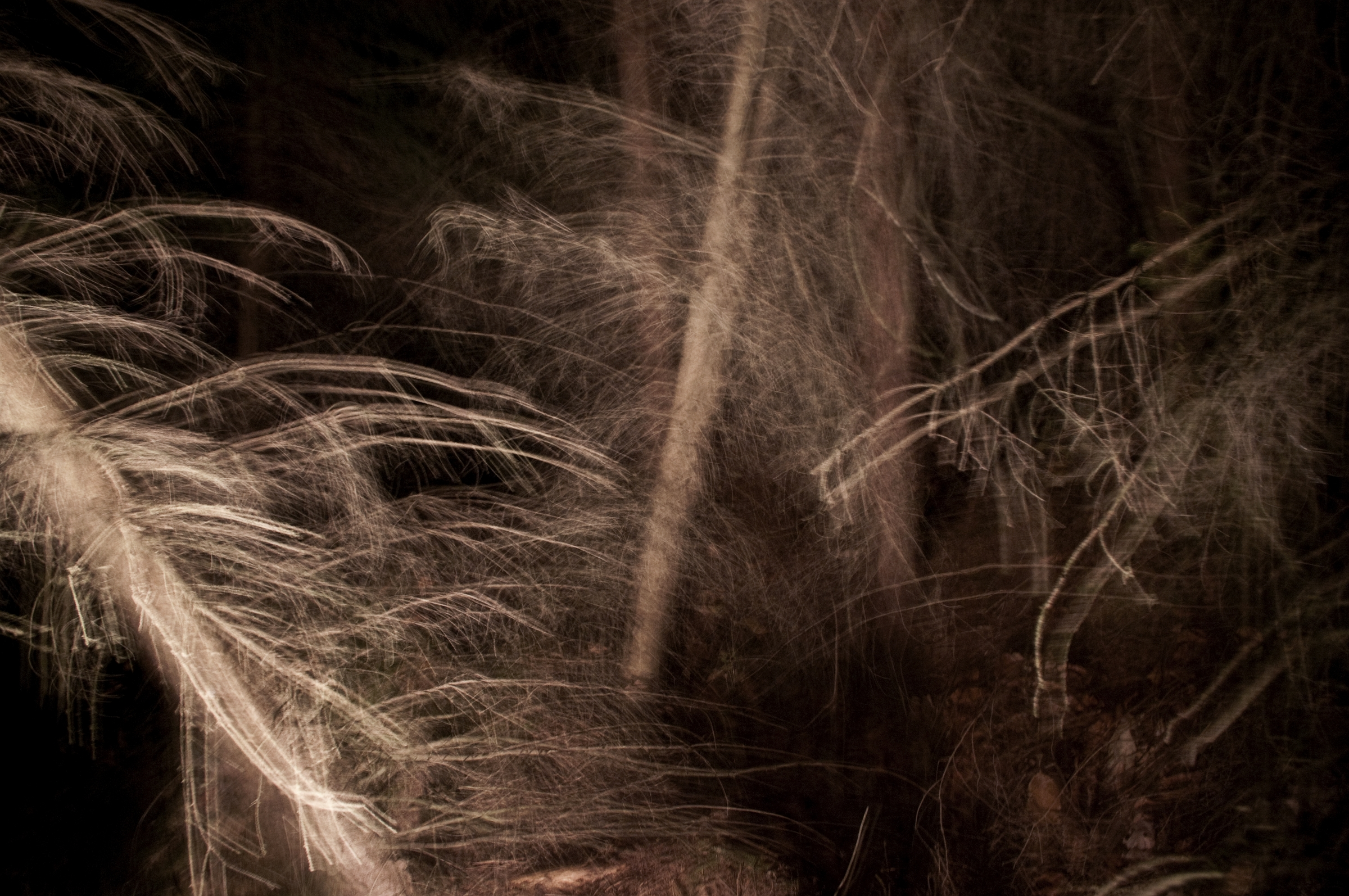
Šimon Pikous: Fotografie z cyklu Die Walküre
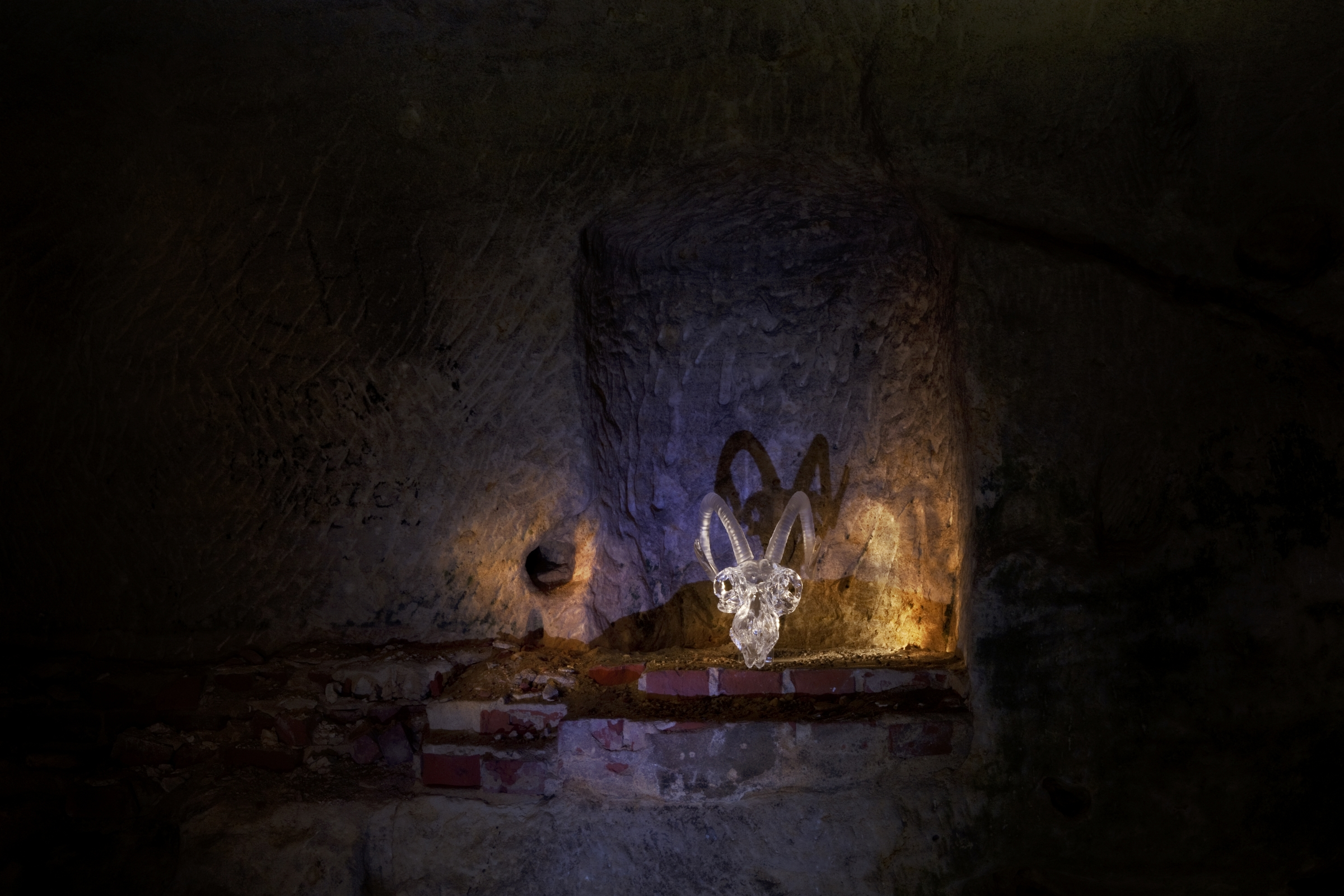
Šimon Pikous: Fotografie z cyklu Die Walküre
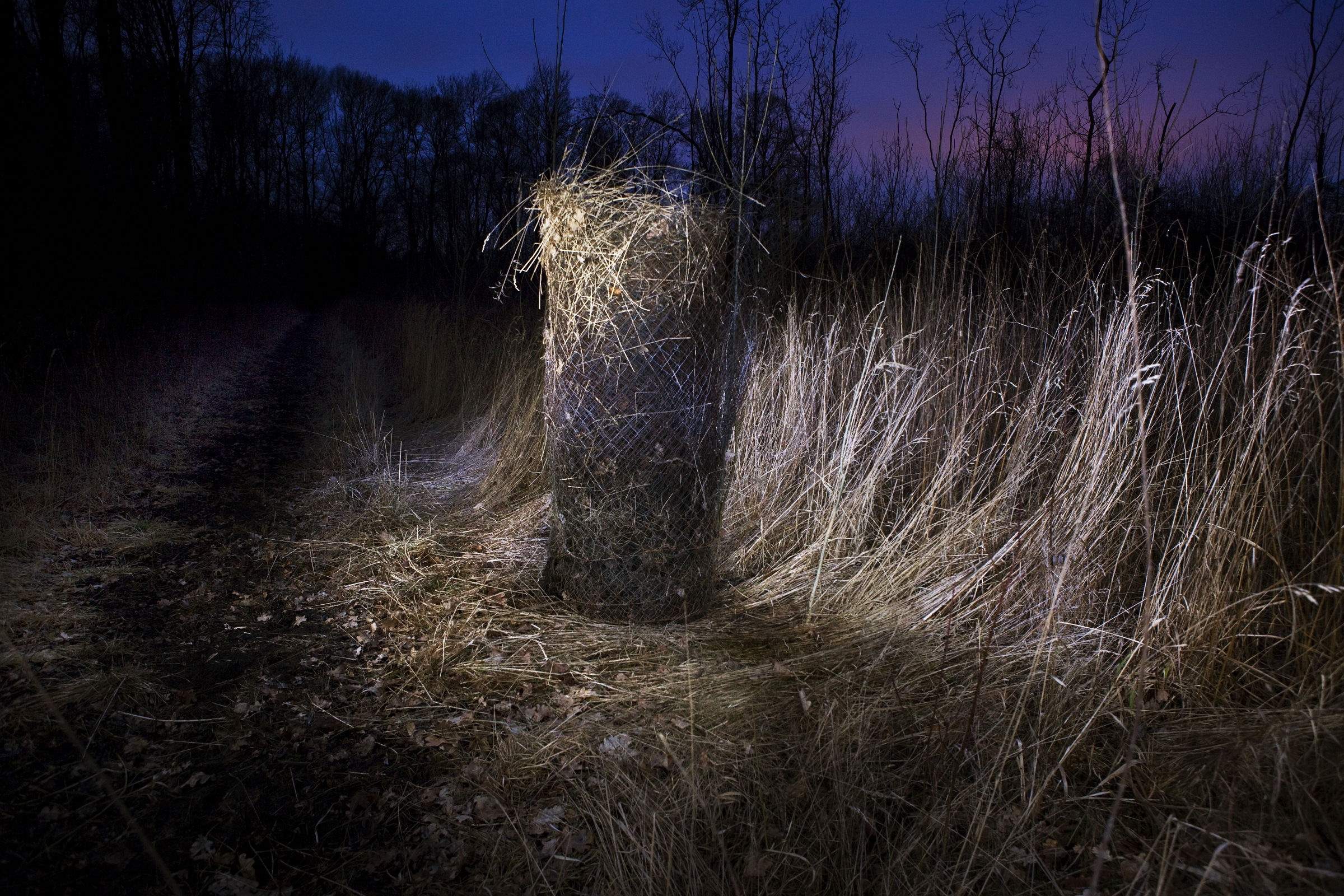
Šimon Pikous: Fotografie z cyklu Die Walküre
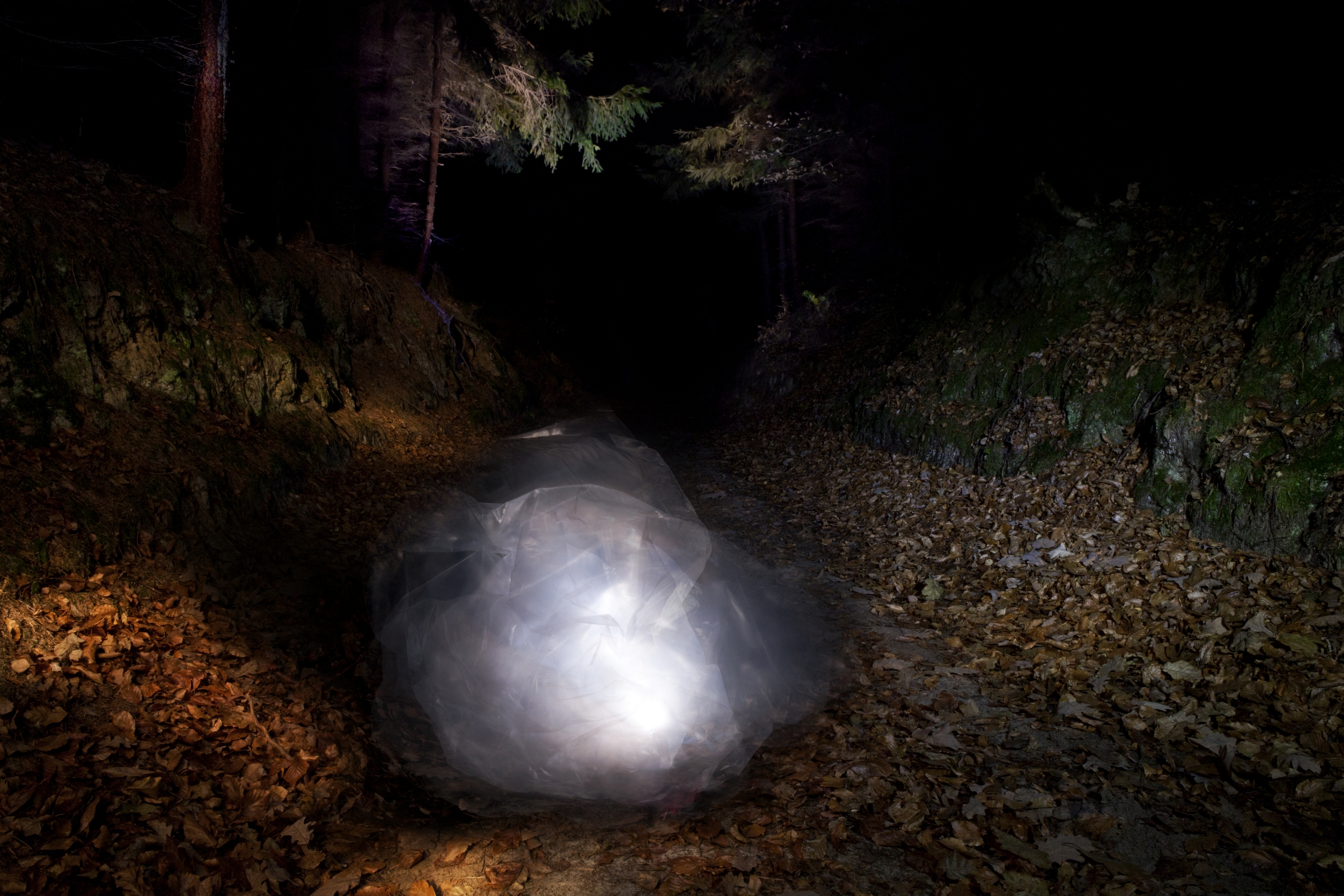
Šimon Pikous: Fotografie z cyklu Die Walküre
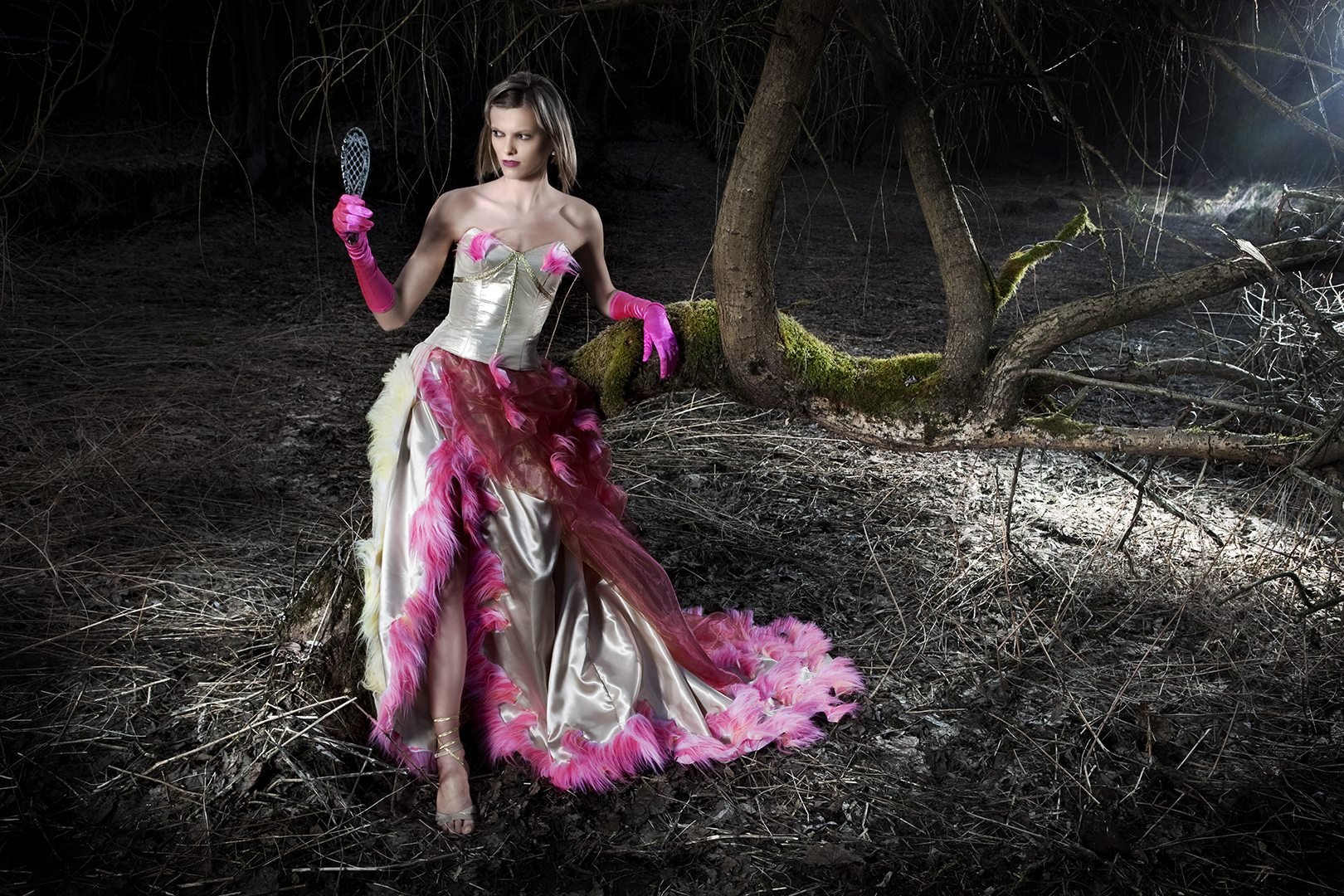
Šimon Pikous: Panna a Netvor, spolupráce s módní návrhářkou Pavlou Michalíkovou, 2011
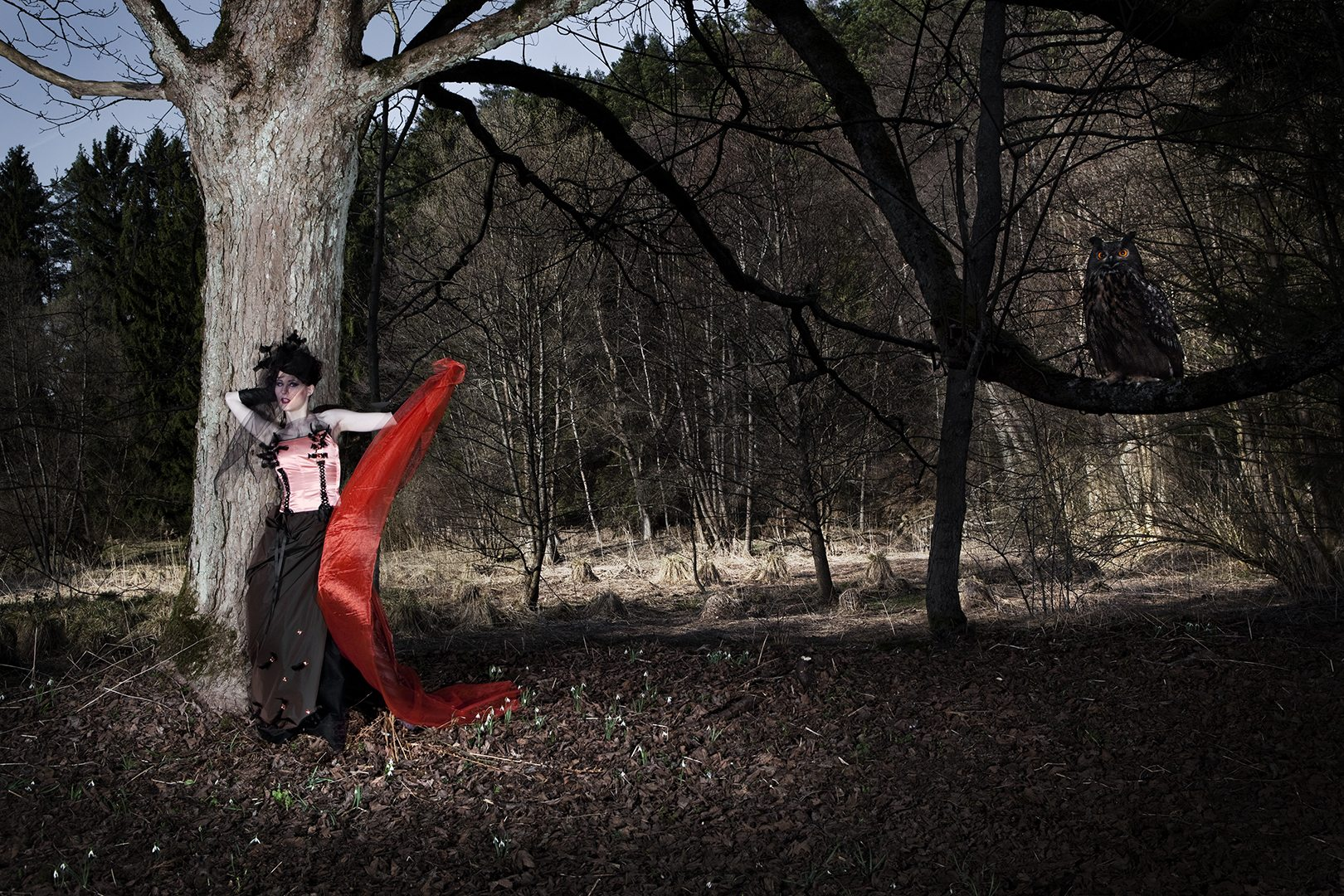
Šimon Pikous: Panna a Netvor, spolupráce s módní návrhářkou Pavlou Michalíkovou, 2011
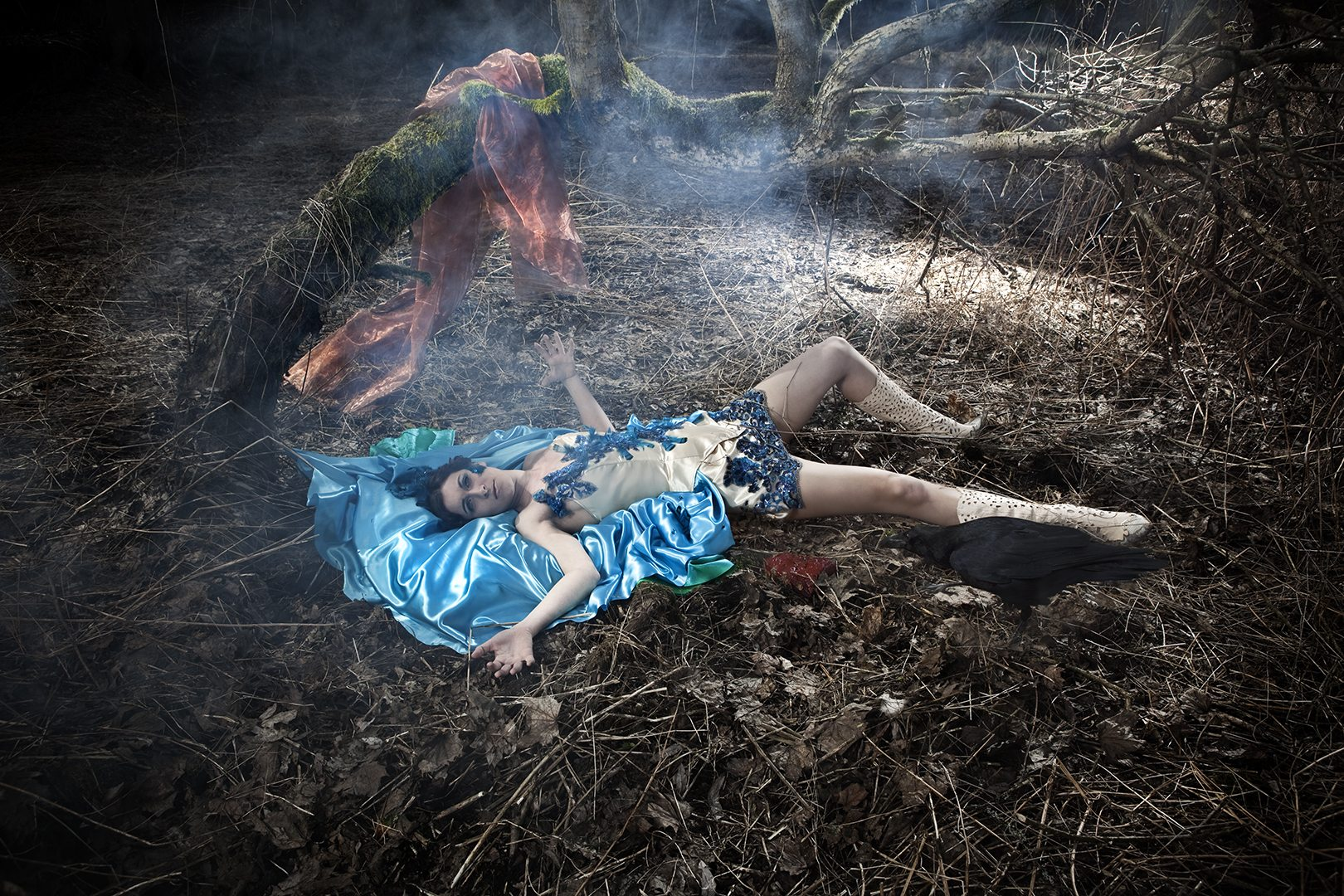
Šimon Pikous: Panna a Netvor, spolupráce s módní návrhářkou Pavlou Michalíkovou, 2011